# Willy Telavi
Willy Telavi es un político y policía tuvaluano que ejerció como primer ministro de su país entre 2010 y 2013.
Telavi fue elegido como representante de Nanumea en el parlamento en 2006 y reelegido en 2010. Fue proclamado primer ministro el 24 de diciembre de 2010 y retuvo el gobierno hasta agosto de 2013. La negativa del primer ministro Telavi a remitir al Parlamento de Tuvalu Nukufetau después de la elección parcial de 2013 dio lugar a una crisis constitucional cuando adoptó la posición de que, en virtud de la Constitución de Tuvalu, solo estaba obligado a convocar a elecciones parlamentarias una vez al año, y por lo tanto no tenía la obligación de convocar a elecciones hasta diciembre de 2013. Tras su renuncia, mantuvo el cargo de parlamentario por Nanumea hasta agosto del año siguiente, cuando dimitió.

## Biografía

### Primeros años
Telavi nació el 28 de enero de 1954, en la isla de Nanumea, en las Islas Gilbert y Ellice, entonces una colonia británica que abarcaba los actuales territorios de Tuvalu, Tokelau y la República de Vanuatu. Sirvió en la fuerza de policía de Tuvalu durante dieciséis años, siendo nombrado Comisionado en 1993. Obtuvo un título de estudios jurídicos en la Universidad del Pacífico Sur en 1999 y una maestría en administración internacional en la Universidad del Territorio del Norte.

### Carrera política
Debido al ausencia de partidos políticos, todos los miembros del parlamento de Tuvalu son candidatos independientes. El 3 de agosto de 2006, Telavi fue elegido en las elecciones parlamentarias para representar a la isla de Nanumea con 422 votos, junto a Maatia Toafa, que obtuvo 397. Apisai Ielemia llegó al poder como primer ministro de Tuvalu tras esta elección. Durante dicha administración, Telavi fue nombrado como nuevo ministro del Interior.
Tras las elecciones generales del 16 de septiembre de 2010, Telavi conservó su asiento en el parlamento, y permaneció en el cargo de ministro del Interior durante el breve gobierno de Maatia Toafa.

### Primer ministro de Tuvalu: 2010-2013

#### Resumen de su gobierno
El 15 de diciembre de 2010, apenas cuatro meses después de que asumiera un nuevo gobierno, Telavi se unió a la oposición y les permitió derribar al gobierno mediante una moción de censura, que ganó con ocho votos contra siete. Según los informes, el movimiento se inició debido a la preocupación de los parlamentarios por ciertos aspectos del presupuesto, en particular, la posibilidad de que el gobierno ya no pudiera financiar plenamente a los pacientes los gastos médicos en el extranjero. Tras derrotar al ministro de Asuntos Exteriores y Medio Ambiente Enele Sopoaga de nuevo por ocho votos contra siete, Telavi fue juramentado como primer ministro de Tuvalu el 24 de diciembre, y nombró a su gabinete ese mismo día, dejándose a sí mismo el cargo de ministro del Interior, aunque más tarde se lo traspasaría a Pelenike Isaia en septiembre de 2011.
Fue bajo su gobierno que se fundó el Grupo de Líderes Polinesios, junto al Reino de Tonga y el Estado Independiente de Samoa, un grupo regional destinado a cooperar en una variedad de temas, incluyendo la cultura, el idioma, la educación, las respuestas al cambio climático, (tema que afecta particularmente a Tuvalu debido a su baja altitud sobre el nivel del mar, lo que en los últimos años ha provocado la posibilidad de que el país desaparezca) el comercio y la inversión.
En marzo de 2012, Telavi realizó una visita oficial a Abjasia, territorio independiente de facto de Georgia que cuenta con muy poco reconocimiento internacional, y se reunió con el presidente Alexander Ankvab. Bajo el gobierno de Telavi, Tuvalu se convirtió en el sexto país en otorgar reconocimiento diplomático a la República de Abjasia como Estado soberano. Los dos países, durante la visita de Telavi, estuvieron de acuerdo sobre la libre circulación de los ciudadanos de cada uno entre ellos, sin necesidad de visado. Además, Telavi estaba liderando una delegación de observadores internacionales para las elecciones de Abajsia de 2012. Como respuesta a este reconocimiento, el 16 de febrero de 2012 Georgia cortó relaciones diplomáticas con Tuvalu. Después de la destitución de Telavi, el nuevo gobierno retrajo el reconocimiento diplomático a Abjasia y Osetia del Sur (territorio también secesionado), por lo que las relaciones diplomáticas se reanudaron en marzo de 2014.

#### Crisis constitucional de 2013 y destitución

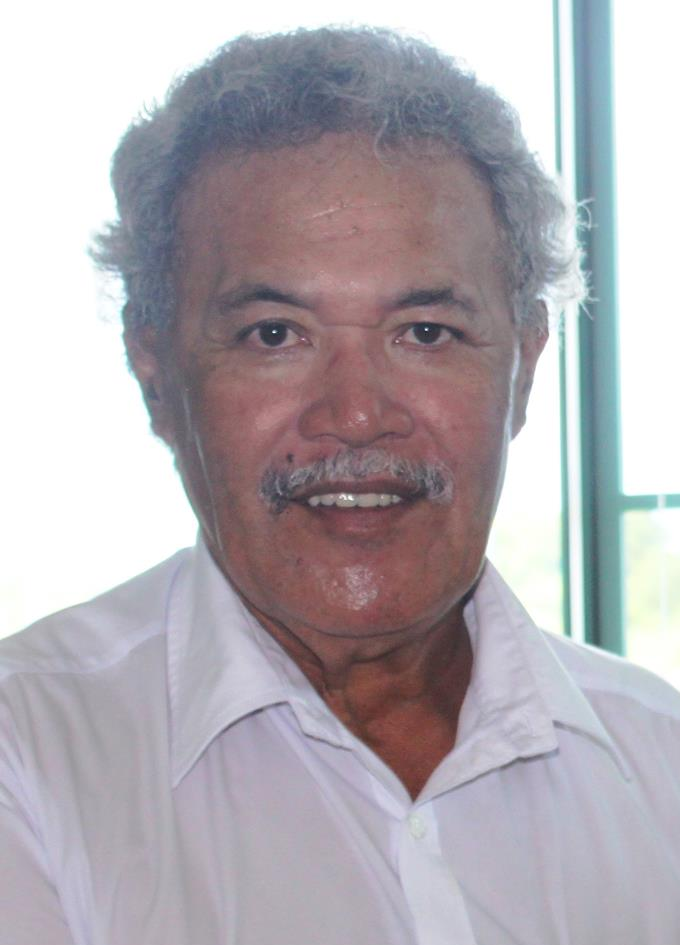
Enele Sopoaga, líder de la oposición y sucesor de Telavi.

Telavi retrasó el llamado a elecciones parciales adelantadas después de la muerte de Lotoala Metia, un miembro parlamentario por Nukufetau, el 21 de diciembre de 2012, lo cual había sido ordenado previamente por el Tribunal Supremo. Las elecciones parciales de Nukufetau se llevaron a cabo el 28 de junio de 2013, y el gobierno de Telavi perdió un escaño en el parlamento, dándole a la oposición mayoría de un voto. La oposición exigió al gobierno inmediatamente renovar el parlamento. La respuesta de Telavi fue que, según la Constitución de Tuvalu, él solo estaba obligado a renovar el parlamento una vez al año, y por lo tanto no tenía la obligación de volver a hacerlo hasta diciembre de 2013. El 3 de julio, la oposición entonces se dirigió al gobernador general de Tuvalu, Iakoba Italeli, el cual ejerció sus facultades para renovar el Parlamento en contra de los deseos del primer ministro, para el 30 de julio.
En esa fecha, ya que el gobierno estaba a punto de enfrentarse a una moción de censura, el ministro de Salud Taom Tanukale renunció inesperadamente al parlamento (y por tanto también al gobierno) por completo. No fue el primer miembro del gabinete de Telavi en renunciar o dejar su cargo: Lotoala Metia había muerto, dándole una victoria a la oposición, el ministro de Educación Falesa Pitoi había enfermado y se encontraba fuera del país desde diciembre de 2012. Por lo tanto, la renuncia de Tanukale dejó Telavi con solo tres miembros del gobierno vigentes además de sí mismo: El vice primer ministro Kausea Natano, el canciller Apisai Ielemia, y la ministra del Interior Pelenike Isaia. Telavi también tenía el apoyo del Portavoz.
Al día siguiente, la razón de la renuncia de Tanukale se hizo evidente. El Portavoz, Kamuta Latasi, rechazó el intento de la oposición de presentar una moción de censura, con el argumento de que ahora había un asiento vacante en el parlamento. Latasi canceló las reuniones del Parlamento, y decidió que no volvería a reunirse hasta que una nueva elección parcial se llevara a cabo, logrando prolongar el gobierno minoritario de Telavi una vez más. Sin embargo, tan solo un día más tarde, el 1 de agosto de 2013, el gobernador general Italeli, envió una proclamación que dictaba la destitución de Telavi como primer ministro de Tuvalu. El saliente gobernante fue sustituido por el líder opositor Enele Sopoaga, a quien Telavi había derrotado en 2010. El miembro de la oposición Taukelina Finikaso alegó que el primer ministro había intentado "derrocar" a Sir Iakoba Italeli como gobernador general de Tuvalu, describiendo el hecho de que Telavi hubiera sido destituido como "un acto de defensa de la constitución tuvaluana".

### Después de su mandato
Willy Telavi defendió sus acciones en no llamar a la elección parcial o renovar el parlamento, y achacó la responsabilidad de la crisis constitucional al gobernador general, alegando que intervino solo cinco días después de la elección parcial, "A pesar de que tiene el poder de hacerlo, somos un pequeño país en el que podemos consultarnos entre sí sin tener que recurrir a este tipo de ejercicio de poderes". Telavi dimitió como miembro del Parlamento el 25 de agosto de 2014, un año después de su destitución. Estuvo ausente durante gran parte del año parlamentario atendiendo a su esposa enferma en Hawái, y renunció con el fin de continuar pasando el tiempo con ella.